# هنگامه (مجموعه تلویزیونی)
هنگامه یک مجموعه تلویزیونی محصول سال ۱۳۸۳ به کارگردانی مجید جوانمرد، نویسندگی احمد رضائیان و تهیه‌کنندگی محسن شایانفر می‌باشد که در برنامه خانواده از شبکه یک پخش شد. این مجموعه در ۲۲ قسمت ۵۰ دقیقه ای تهیه شد.
این مجموعه به مقوله طلاق در جامعه می‌پردازد. این مجموعه تلویزیونی متشکل از اپیزودهای مختلف با قصه و شخصیت‌های مستقل است که هرکدام به داستانی مجزا می‌پردازد.

## بازیگران
- شهره سلطانی در نقش هنگامه
- هایده حائری در نقش پروانه
- بهزاد خداویسی
- پویا امینی
- اردلان شجاع‌کاوه در نقش همسر هنگامه
- اکبر قدمی
- پرویز فلاحی‌پور
- حمید طاعتی در نقش پدر هنگامه
- رابعه اسکویی
- رزیتا غفاری
- سیامک اشعریون
- سیامک اطلسی
- فرامرز صدیقی
- فرهاد جم
- فریبرز سمندرپور
- محمد شیری
- محمدعلی ورشوچی
- محمود پاک‌نیت
- لیلا بوشهری
- محمد اسدی
- مهدی صبایی
- اسماعیل سلطانیان
- فلور نظری
- صالح میرزاآقایی
- رامتین خداپناهی
- میرمحمد تجدد
- نگین صدق‌گویا